# Riksdagen i Stockholm 1660
Riksdagen år 1660 ägde rum i Stockholm mellan den 27 september och 3 november 1660.
Den senaste riksdagen, i Göteborg, hade avslutats redan i mars samma år, men på grund av de rådande omständigheterna, särskilt Karl X Gustavs begravning och ordnandet av rikets styrelse, hade en ny riksdag måst sammankallas. Ständerna kallades att den 21 september 1660 infinna sig i Stockholm, och riksdagen öppnades den 27 september genom ett tal av riksrådet Schering Rosenhane i regeringens namn. Till ridderskapet och adelns talman (lantmarskalk) utsågs Per Persson Sparre. Prästeståndets talman var ärkebiskopen Johannes Canuti Lenaeus, som dock på grund av sin höga ålder oftast lät biskopen i Linköping, Samuel Enander, föra ordet. Borgarståndets talman var borgmästaren i Stockholm, Johan Claesson Prytz, och bondeståndets talman var Matts Ingemundsson från Håtuna socken i Uppland.

## Mottagande av drottning Kristina
Riksdagen beslutade att ta emot drottning Kristina, som anlände till Stockholm på kvällen den 1 oktober och emottogs "med så mycket skjutande, att jorden darrade och fönstren i staden röko sönder". Samma dag mottog hon, på den ännu inte fem år fyllde kung Karl XI:s vägnar, en välkomsthälsning, och dagen därpå från rådet och adeln. En deputation från prästeståndet infann sig hos drottningen och ärkebiskopen frågade henne, om hon inte ville överge katolicismen och återgå till den evangeliska läran, varpå Kristina svarade tvärt nej.

## Hertig Adolf Johans del i regeringen
Beträffande rikets styrelse var hertig Adolf Johans del i Karl XI:s förmyndarregering en viktig fråga. Han hade sedan riksdagen i Göteborg försökt skaffa sig anhängare bland adeln och biskoparna, liksom hos änkedrottningen Hedvig Eleonora. Hans främste anhängare blev riksrådet Herman Fleming, medan Enander och Prytz inte visade fullt samma entusiasm för hans sak som under riksdagen i Göteborg. Även bland de ofrälse stånden fanns ett stöd för hertigen, som en motvikt mot adeln i rådet. Till hertigens farligaste motståndare hörde riksdrotsen Per Brahe d.y. Riksdagen beslutade att hertig Adolf Johan inte skulle få del i regeringen.

## Tillägg till 1634 års regeringsform
En annan fråga rörde regeringsformen. Rådets förslag till tillägg i 1634 års regeringsform innebar bland annat att riksförmyndarna under kungens omyndighet skull föra regeringen "med råds nåde" och myndig konung välja nya riksråd med rådets "vetskap och samtycke". Antalet ledamöter i rådet, vilket förut varit bestämt till 25, skulle kunna ökas till 40. Vidare skulle riksdrotsen, som fungerat som president i Svea hovrätt, ha insyn över hela rättsväsendet, medan Svea hovrätt skulle få en egen president. Därtill kom instruktioner för bergskollegium, kommerskollegium, riksmarskalken, riksstallmästaren, riksjägmästaren, rikstygmästaren och överståthållaren, samt en rad andra bestämmelser inom olika områden i statsförvaltningen. Adelns förslag till tillägg i regeringsformen innebar däremot mycket större utsträckning åt rådets myndighet i förhållande till regeringen. Till exempel skulle rådets äldste ledamot kunna sammankalla rådet till överläggning i ett ärende, även om regeringen enat sig kring ett beslut. Inte heller skulle för många av samma släkt få sitta i rådet samtidigt. Riksdag skulle sammankallas vart tredje år.
Ständerna lyckades slutligen enas och antog den 3 november ett tillägg till 1634 års regeringsform. Detta innebar i korthet bland annat:
- Ingen främmande religion skulle i riket få hemligen eller uppenbarligen predikas, med undantag endast för främmande makters sändebud och deras följen. Den svenske medborgare, som övergick till en främmande religion, skulle förlora sina medborgerliga rättigheter.
- Arvöljden till kronan förändrades i enlighet med riksdagsbesluten 1649 och 1650, vilka överflyttade denna arvsrätt till den pfaltziska grenen av Vasaätten, men inskränkte densamma till Carl X Gustafs manliga bröstarfvingar.
- Riksens råd skulle av konungen utses med rådets och ständernas vetskap och samtycke, till ett antal av högst 40, inklusive de fem höga riksämbetena. Inte mer än en av samma släkt skulle få sitta i regeringen, och högst tre i rådet, dock ej mer än två bröder eller en far och en son.
- Riksdrotsen skulle hädanefter ha överuppsikt över rättsskipningen i hela riket och, när konungen vore frånvarande, föra ordet i regeringen, men under Karl XI:s minderårighet skulle detta ordförandeskap tillkomma riksänkedrottningen. Svea hovrätt skulle få en särskild president av rikets råd, och i Göta såväl som i Åbo hovrätt skulle, utom presidenten, två riksråd tjänstgöra. Till nästa riksdag skulle genom deputerade av ständerna en revision av hela justitieväsendet företas.
- Länsindelningen skulle förändras av regeringen kunna.
- Naturalisering och adlande samt belöning med gods och län skulle under Karl XI:s minderårighet ske med stor sparsamhet, och de naturaliserade inte genast lämnas tillgång till rikets höga ämbeten.
- Under konungens omyndiga år skulle regeringen föras av riksänkedrottningen och de fem höga riksämbetsmännen, med råds nåde, efter Sveriges lag, laga stadgar och privilegier.
- Riksdag skulle hållas vart tredje år.

## Karl X Gustavs begravning
Den 4 november 1660 ägde Karl X Gustavs begravning rum i Riddarholmskyrkan.